# Учан (Ухань)
Уча́н (кит. упр. 武昌, пиньинь Wǔchāng) — район городского подчинения города субпровинциального значения Ухань провинции Хубэй (КНР).

## История
В эпоху Западной Чжоу эти земли входили в состав царства Э (鄂国), чьё название стало основой для местных топонимов. В IX веке до н. э. царство Э было поглощено царством Чу, которое в III веке до н. э. было завоёвано царством Цинь.
Во времена империи Хань эти места вошли в состав округа Цзянся (江夏郡) провинции Цзинчжоу (荆州), и здесь был создан уезд Шасянь (沙羡县). В 222 году Сунь Цюань объявил себя го-ваном государства У (吳國國王), и современный Эчжоу стал столицей его владений. В качестве названия для столицы были взяты два иероглифа из фразы «и У эр чан» (以武而昌, «воинским делом процветать будет») — так и появилось название «Учан». На горе Шэнашь было возведено укрепление Сякоу (夏口城), в котором разместились управляющие структуры округов Сякоу и Цзянся.
После окончания эпохи Троецарствия и объединения китайских земель в империю Цзинь в Сякоуском укреплении разместились власти уезда Шасянь и созданного в 280 году округа Учан (武昌郡). После того, как северокитайские земли оказались под властью кочевников, и на юг хлынули огромные массы беженцев, для администрирование переселённых людей в этих местах был создан уезд Жунань (汝南县). Когда в результате государственного переворота в начале V века была свергнута правящая династия, и вместо империи Цзинь образовалась южная империя Сун, то была создана область Инчжоу (郢州), власти которой также разместились в этих местах.
После объединения китайских земель в империю Суй в 589 году уезд Жунань был переименован в Цзянся (江夏县), а область Инчжоу — в Эчжоу (鄂州). Во времена империи Тан в VIII веке здесь была размещена резиденция Учанского цзедуши, и вместо земляных стен были построены каменные.
В XIV веке Чжу Юаньчжан поднял восстание против монгольского владычества. Когда его войска взяли Цзянся, у него родился шестой сын — Чжу Чжэнь, поэтому после основания империи Мин, когда Чжу Чжэнь вырос — Чжу Юаньчжан дал ему титул «Чуского князя» (楚王), что дало толчок развитию Цзянся, ставшего центром княжеского удела. 
Во времена империи Мин в 1376 году была создана провинция Хугуан, органы власти которой разместились в Цзянся. После маньчжурского завоевания власти империи Цин разделили в 1664 году провинцию Хугуан на провинции Хубэй и Хунань, однако войска обоих провинций подчинялись Хугуанскому наместнику, ставка которого разместилась в этих местах; также здесь разместились гражданские органы власти провинции Хубэй. В 1911 году именно здесь произошло Учанское восстание, ставшее началом уничтожившей Цинскую империю Синьхайской революции. После Синьхайской революции была упразднена Учанская управа, а уезд Цзянся переименован в уезд Учан (武昌县), прежний же уезд Учан (современный Эчжоу) был переименован в Шоучан (寿昌县).
В 1926 году уезд Учан был занят гоминьдановскими войсками, совершавшими Северный поход, и был преобразован в город Учан (武昌市). В 1927 году Учан, Ханьян и Ханькоу были объединены в город Ухань, ставший временной столицей гоминьдановского правительства Китайской Республики. В 1929 году он был расформирован, и Учан вновь стал отдельным городом, в котором разместились власти провинции Хубэй. В 1937 году было принято решение о разделении городских и сельских районов: урбанизированная зона уездов Учан и Ханьян была объединена в город Учан, а сельские районы остались под управлением властей уездов Учан и Ханьян. 
В октябре 1938 года эти места были заняты японскими войсками, и марионеточными властями был вновь образован город Ухань. После окончания Второй мировой войны гоминьдановскими властями город Ухань был вновь разделён на города Учан и Ханькоу.
Во время гражданской войны Учан 17 мая 1949 года перешёл под контроль коммунистов. Новыми властями с 1 июня 1949 года был вновь образован город Ухань. В этих местах с июля 1950 года был образован район №1 города Ухань. В августе 1952 года район № 1 получил название «Учан».

## Административное деление
Район делится на 14 уличных комитетов.

## Известные уроженцы
- Юнь Дай-ин (1895-1931)  — деятель Коммунистической партии Китая.